# Бейя, Абессалом Георгиевич
Абессалом Георгиевич Бейя ( род. 1960 с. Бзыбь, Гагрский район, Абхазской АССР) — абхазский государственный деятель; министр внутренних дел Абхазии (2003—2005).

## Биография
Родился в 1960 году в селе Бзыбь Гагрского района.
В 1983 году окончил Абхазский государственный университет.
С 1983 по 1992 год работал в объединении курорта «Пицунда», Обществе знаний Гагрского района и заведующим отдела Гагрского горисполкома.
Участник Отечественной войны народа Абхазии 1992—1993 годов.
С 1993 по 1997 годы трудился в должности заместителя начальника, начальника Бзыбского отдела милиции. С 1997 по 1999 годы — начальник Гальского РОВД. С 1999 года — начальник Гагрского РОВД.
8 мая 2003 года указом президента Абхазии назначен Министром внутренних дел Республики Абхазия. 28 февраля 2005 году завершил свои полномочия.

## Семья
Женат, имеет двоих детей.